# Guarda (Portogallo)
Guarda ('gwaɾdɐ) è un comune portoghese di 43 822 abitanti situato nel distretto di Guarda.
Coi suoi 1060 metri di altitudine è la città più alta del Portogallo. Fa parte della regione montuosa della Beira Alta, di cui è la città principale, in una bella posizione sul versante nord della Serra da Estrêla. È sede vescovile.

## Storia
I resti archeologici trovati nella zona testimoniano la presenza dell'uomo in questa terra nella preistoria e nelle epoche romana e visigota. Caduta in mano agli Arabi, tradizione vuole infatti che Guarda sorgesse agli inizi del XII secolo in luogo del centro romano di Lamia Oppidiana: dopo la Riconquista nel 1140 venne fortificata dal re dom Sancho I in modo da costituire un baluardo ad ogni possibile nuovo attacco arabo. Da questa sua funzione deriva appunto il suo nome. Nel 1199 ottenne lo Statuto Comunale e successivamente fece parte di una linea difensiva di castelli e fortezze della regione nei confronti della confinante Castiglia.
La cerchia muraria che cingeva la città è oggi praticamente irriconoscibile se non per brevi tratti e per tre porte tuttora esistenti delle originarie cinque. Gran parte delle mura è stato infatti inglobato nelle abitazioni costruite successivamente. Il centro storico è formato prevalentemente da antiche case di granito scuro con portali gotici con finestre di stile manuelino o rinascimentale, scudi araldici e doccioni scolpiti.
Il punto più alto della città è la Praĉa Luis de Camoes con la statua di dom Sancho I al centro, sulla quale si affacciano i monumenti più importanti della città. Fu più volte occupata in età moderna dalle armate napoleoniche.

## Monumenti
- Sé Catedral de Guarda, la cattedrale è un massiccio edificio tardo gotico terminato alla metà del XVI secolo eretto con grandi blocchi squadrati di granito con ornamenti manuelini. È chiuso da torri merlate.
- Torre de Menagem(castello) antica torre posta dietro la cattedrale,
- Torre dos Ferreiros fa parte di un'antica porta delle mura medioevali.
- São Vicente chiesa del XVIII secolo con azulejos figurati del '700.
- Misericordia chiesa barocca del sec. XVII.
- Museu, sistemato in un'ala dell'antico Paço Episcopal del 1601, conserva collezioni di resti archeologici romani e visigoti, dipinti antichi provenienti dai monasteri della regione e moderni di pittori, una sezione dedicata all'etnologia ed una alle armi e armature.

Da Guarda si può partire per escursioni nella Serra de Estrêla o per un giro che comprenda i tanti castelli della Beira Interna / Riba Coa.

## Dintorni
- Serra de Estrêla  è la più grande catena portoghese appendice della spagnola Sierra de Guadarrama ed è lunga 60 km e larga 30. Ha un aspetto selvaggio, è ricca di vegetazione con pascoli e boschi. Ci sono buone strade di attraversamento, impianti di risalita e attrezzature per gli sport invernali. Nel periodo romano questi monti furono teatro di duri scontri fra Scipione e il lusitano Viriato fino a quando questo fu ucciso a tradimento nel 146 a.C.
- A 25 km Pinhel, città storica di Terras de Riba Coa, con castello.
- A 20 km Belmonte cittadina di circa 7 500 abitanti all'altitudine di 600 m è il luogo di nascita di Pedro Álvares Cabral (1467-1526) che scoprì il Brasile. Nella Igreja de São Tiago c'è la cappella dei Cabral con tombe della famiglia. La Igreja da Sagrada Familia conserva la statua della "Nossa Senhora de Esperança" che accompagnò i viaggi del grande navigatore.

A 4 km da Belmonte ci sono le rovine diCentum Cellas con un torrione romano.
- A 29 km Celorico da Beira cittadina dominata dalle mura del castello medioevale.

Tra le altre destinazioni nel distretto di Guarda ci sono la cita di Sabugal (castelo), Almeida, Castelo Bom, Figueira de Castelo Rodrigo, Trancoso, Manteigas, Seia, Gouveia, Marialva (castelo), Sortelha (castelo), Aguiar da Beira,  Fornos de Algodres, Meda, Freixedas, Alverca da Beira, Sortelha (castelo) i Vila Nova de Foz Coa.

## Freguesias
- Adão
- Albardo
- Aldeia do Bispo
- Aldeia Viçosa
- Alvendre
- Arrifana
- Avelãs da Ribeira
- Avelãs de Ambom
- Benespera
- Carvalhal Meão
- Casal de Cinza
- Castanheira
- Cavadoude
- Codesseiro
- Corujeira
- Faia
- Famalicão
- Fernão Joanes
- Gagos
- Gonçalo
- Gonçalo Bocas
- João Antão
- Maçainhas
- Marmeleiro
- Meios
- Mizarela
- Monte Margarida
- Panóias de Cima
- Pega
- Pêra do Moço
- Pêro Soares
- Porto da Carne
- Pousada
- Ramela
- Ribeira dos Carinhos
- Rocamondo
- Rochoso
- Santana da Azinha
- São Miguel da Guarda
- São Miguel de Jarmelo
- São Pedro de Jarmelo
- São Vicente
- Sé
- Seixo Amarelo
- Sobral da Serra
- Trinta
- Vale de Estrela
- Valhelhas
- Vela
- Videmonte
- Vila Cortês do Mondego
- Vila Fernando
- Vila Franca do Deão
- Vila Garcia
- Vila Soeiro

## Società

### Evoluzione demografica
| Popolazione di Águeda (1849 – 2011) | Popolazione di Águeda (1849 – 2011) | Popolazione di Águeda (1849 – 2011) | Popolazione di Águeda (1849 – 2011) | Popolazione di Águeda (1849 – 2011) | Popolazione di Águeda (1849 – 2011) | Popolazione di Águeda (1849 – 2011) | Popolazione di Águeda (1849 – 2011) | Popolazione di Águeda (1849 – 2011) | Popolazione di Águeda (1849 – 2011) |
| ----------------------------------- | ----------------------------------- | ----------------------------------- | ----------------------------------- | ----------------------------------- | ----------------------------------- | ----------------------------------- | ----------------------------------- | ----------------------------------- | ----------------------------------- |
| 1849                                | 1900                                | 1930                                | 1960                                | 1981                                | 1991                                | 2001                                | 2004                                | 2011                                |                                     |
| 9247                                | 20416                               | 25982                               | 35274                               | 43216                               | 44045                               | 49041                               | 49691                               | 42541                               |                                     |

## Amministrazione

### Gemellaggi
- Siegburg
- Béjar
- Safad
- Waterbury